# 李鉴 (明朝宦官)
李鉴（？年—？年），明朝宦官。

## 生平
明朝嘉靖时期的内官监掌印太监。万历四十三年，梃击案中曾守卫太子朱常洛居住的慈慶宮，被行凶人張差击伤。